# Olivier de Craon
Pour les autres membres de la famille, voir Famille de Craon.
Olivier de Craon, mort le 24 août 1285 à Rome, est archevêque de Tours, nommé mais non sacré, en 1285.

## Biographie
Olivier de Craon est le fils de Maurice IV de Craon, seigneur de Craon, et d'Isabelle de la Marche et le frère d'Amaury II de Craon et de Maurice V de Craon, tous deux seigneurs de Craon, ainsi que de Marguerite, épouse de Renaud de Pressigny, et de Jeanne, épouse de Gérard II Chabot,.
Olivier de Craon est nommé archevêque de Tours le 24 mai 1285 mais meurt avant d'être sacré,,, alors qu'il est à Rome, le 24 août 1285,. Cette nomination sur un siège prestigieux manifeste la protection royale et l'importance prise par la famille de Craon. La mort rapide d'Olivier l'empêche cependant d'en tirer profit.